# Calocaris hirsutimana
Calocaris hirsutimana is een tienpotigensoort uit de familie van de Axiidae. De wetenschappelijke naam van de soort is voor het eerst geldig gepubliceerd in 1972 door Boesch & Smalley.